# Gordon Gábor
Gordon Gábor (Budapest, 1974. július 11. –) közösségi vezető, kuratóriumi elnök, Az Élet Menete Alapítvány és az Emlékezzünk és Emlékeztessünk Alapítvány kezdeményezője.

## Életpályája
Nős, feleségével 1996-ban volt az esküvőjük a Dohány utcai Zsinagógában. Öt gyermekük született: Bence, Ádám, Áron, Balázs, Hanna. 1994 óta a Magyarországi Zsidó Hitközségek Szövetségének munkatársa. Többek között a mártír megemlékezések szervezése volt sokáig a feladata az ország egész területén. A Magyar Zsidó Kongresszus egyik volt alelnöke. Családja nagy részét a fasizmus és a gyűlölet pusztította el. Kisgyerekkora óta, nagyszülei történetei hallatán, foglalkoztatja az, hogy miért és hogyan történhetett meg a holokauszt. Ez adta az indítást ahhoz, hogy több társával együtt 2004-ben létrehozta, a civil mozgalmakban rejlő lehetőséget felhasználva, az 52 országban már működő Élet Menete Alapítványt, melynek ő lett a kuratóriumi elnöke. Az eredeti program Lengyelországból származik, melyet társaival együtt mintának tekintett. Auschwitz és a birkenaui haláltáborok közti három kilométeres szakaszt annak idején a Halál Menetének nevezték. Auschwitz volt a gyűjtőtábor, Birkenau volt a megsemmisítő tábor. Az eredeti programban Auschwitzból sétálnak át minden évben Birkenauba, s mivel az a Halál Menete volt, ezért erre emlékezünk az Élet Menetével. Nagy tenniakarással és elszántsággal fogott neki az alapítvány céljainak megvalósításához. Az ő szervező munkájának is köszönhető, hogy a kezdeti néhány száz fős sokaság mára már több tízezres tömeggé vált a tavaszi Élet menete demonstrációin. Ezek olyan békés felvonulásokká váltak, ahol a jóérzésű magyar emberek kifejezésre juttatják elszántságukat a rasszizmussal, az antiszemitizmussal szemben, a gyűlöletmentes társadalomért. Önkéntesek sokasága segíti munkáját. Ennek is tulajdonítható, hogy programjaikat egész évben nagy figyelem kíséri. Aktív magyar állampolgárként fontosnak tartja, hogy programjaikba közreműködőként, szervezőként és részvevőként a fiatalokat bevonja. Az Emlékezés Napján az Alapítvány minden évben több fiatal számára biztosítja a nemzetközi rendezvényeken a részvételt. Fontos célja annak elérése, hogy az alapítvány rendezvényei ne kizárólag zsidó programok legyenek. Szervező társaival együtt elérte, hogy a programok résztvevőinek többsége ma már nem zsidó származású. Ő maga is rendszeresen ismeretterjesztő előadásokat tart általános és középiskolások számára. Nagyon sikeres programjuk az Utazó Vagon kiállítás, melyet már több mint kilencven magyar városban tekinthettek meg az érdeklődők. Egy eredeti, korhű marhavagont rendeztek be korabeli képekkel. Többnyire iskolákat keresnek meg, hogy jöjjenek ki az adott város pályaudvarára, tanuljanak és emlékezzenek. Több mint százötvenezer gyerek látta már a kiállítást. Az Élet Menete Alapítvány minden rendezvényének szervezésében részt vesz, szellemi értelemben egyik alkotó és kreatív felelőse. Az alapítvány megmutatta, hogy sok embert tud elérni és megnyerni a humanizmus nevében: az előítéletek falait lebontva, felelősséggel, a következő nemzedékek számára őszinte példát mutatva.

## Az Élet Menete Alapítvány

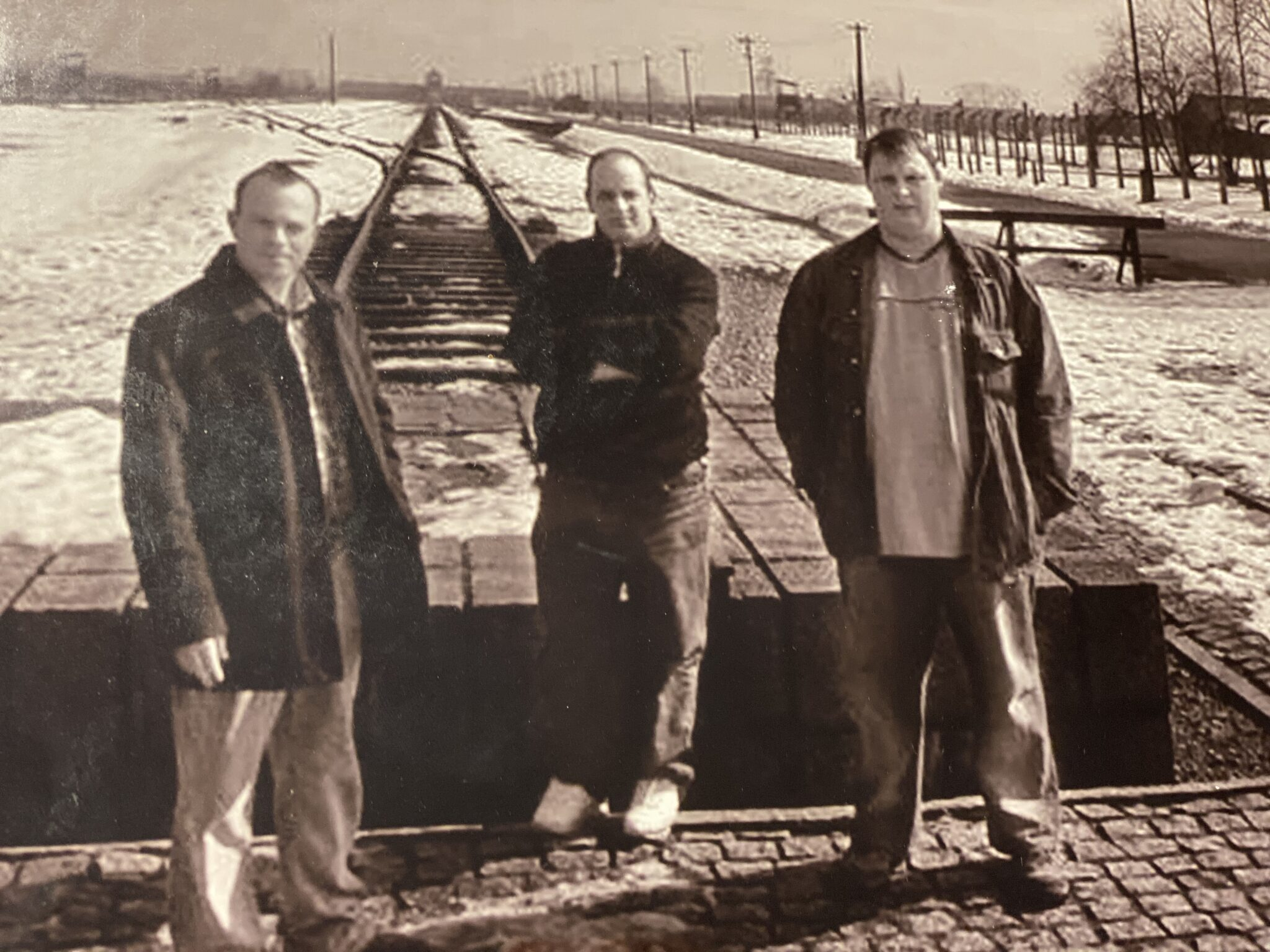
Meir Zohár, dr. Verő Tamás, Gordon Gábor

Az alapítvány megalapítását két barátjával, dr. Verő Tamás főrabbival és Meir Zohárral közösen kezdeményezték 2004-ben.
Az alapításra Kézdy György és Székhelyi József színművészeket kérték fel. A céljuk az volt, hogy egy olyan civil szervezetet alapítsanak, amely semmilyen politikai és egyházi befolyás alá ne essen, hanem kizárólag csak az oktatással foglalkozzon a nemzetközi anyaszervezet "March of the Living"  mintájára. Az oktatás területén kiemelten foglalkoznak a tolerancia és az egymás mellett békésen élés, valamint a holokauszt minden áldozatára való megemlékezéssel. Az Élet Menete Alapítvány Az oktatáson belül, kiemelve a tolerancia, az egymás mellett élés erősítése a fő céljuk és természetesen a holokauszt áldozataira való emlékezés és itt gondolnak természetesen minden „népcsoportra” zsidókra, romákra, melegekre, politikai üldözöttekre, mert tudjuk, hogy a koncentrációs táborokban sajnos a közel 6.000.000 áldozat közülük került ki a náci ideológia szerint.
Programjaikkal azt szerették volna elérni, hogy a fiatalok bátran merjenek erről a témáról, kérdezni, beszélgetni és ne legyen senkinek gátlása amikor kimondja a száján a zsidó vagy a roma szót.
A velük együtt dolgozó holokauszt túlélők is elmondják mindig a fiataloknak, hogy: „Persze soha nem lehet tudni, hogy a nagypapa vagy nagymama, vagy dédszülők mit csináltak a II. világháború alatt, de ti a mai fiatalok semmiért nem vagytok felelősek és azzal tudtok egy jobb világot teremteni, ha kibeszélitek a dolgot."

## Mukahelyei, tisztségei
- Magyarországi Zsidó Hitközségek Szövetsége (MAZSIHISZ)
- Az Élet Menete Alapítvány
- Magyarországi Zsidó Örökség Közalapítvány (MAZSÖK)

## Díjai, elismerései
- Simon Wiesenthal-díj (2008)
- Magyar Köztársasági Arany Érdemkereszt (2009)
- Budapestért díj, alapítványi elismerés (2009)
- Radnóti Miklós antirasszista-díj (2011)
- Amerikai Egyesült Államok Nagykövetség, Budapest, Aktív Állampolgár díj (2012)
- Raoul Wallenberg-díj (2013)

## Iskolai végzettségei
Az általános iskolai tanulmányait a XVI. kerületi Csömöri úti (ma Szent-Györgyi Albert), majd a Bánki Donát Szakiskolában folytatta, és az Országos Rabbiképző és Zsidó Egyetemen diplomázott 2006-ban.
- Csömöri úti Általános Iskola (XVI. ker.)
- Bánki Donát-szakiskola (XIII. ker.)